# Оскар Німеєр
О́скар Німе́єр (порт. Oscar Ribeiro de Almeida de Niemeyer Soares Filho; 15 грудня 1907, Ріо-де-Жанейро — 5 грудня 2012, Ріо-де-Жанейро) — бразильський архітектор, один із головних забудовників столиці країни міста Бразиліа.

## Біографія

### Ранні роки
Народився в багатій родині, досить відомій в Бразилії. На питання, як став архітектором, він згодом відповів: «Випадково. Малював якось у повітрі щось пальцем, це помітили й на сімейній нараді вирішили, що дадуть мені художню освіту».

### Навчання
Навчався в привілейованому коледжі. Закохався у футбол, як більшість бразильських підлітків, та в книжках, читав багато й безсистемно.
1934 — закінчив Школу красних мистецтв. Серед викладачів школи був Лусіо Коста.

### Лусіо Коста
Зустріч з викладачем Лусіо Коста (Лусіу Кошта) (1902—1998) багато чого визначила в житті Німеєра. Молодий Німеєр виказав здібності в архітектурній графіці, а Лусіу Кошта з 1932 року забрав його до себе в архітектурне бюро.
1939 — саме бюро Лусіу Кошта розробило проєкт павільйону Бразилії для Всесвітньої виставки в Нью-Йорку. Серед проєктантів був і Німеєр.
Пізніше, коли відбувся конкурс на містобудівний проєкт нової столиці, саме Лусіу Кошта одержав першу премію, і його проєкт було взято за основу для втілення; Німеєр приєднався до проєктування й реалізації, адже вони з колишнім викладачем віддавна були однодумцями.

## Павільйон Бразилії, Всесвітня виставка в Нью-Йорку, 1939 р
Споруда мала два блоки, поєднані відкритою терасою на всю висоту будівлі. Вхід на терасу забезпечував гнучкий пандус. Обидва блоки мали різні і асиметричні фасади. Пластичність довгого виставкового павільйону-блока підтримували легкий вигін споруди і хвилясті кордони садових ділянок. Сміливі архітектори створили поряд не тільки басейн у вигляді підкови з тропічними рослинами, а використали під чергову садову ділянку навіть порожній простір під бетонним пандусом. Не дивно, що пластична споруда павільйону в Нью-Йорку принесла архітекторам світову славу.
Сміливі рішення при цьому, однак, не затьмарили для архітектора жалюгідного стану будівельної промисловості Бразилії на той час. В передмові до книги «Нотатки про бразильську архітектуру» він писав : 
| Наша сучасна архітектура відбиває соціальні протиріччя, в яких ми живемо і в яких вона розвивається. Призначена обслуговувати замовників, байдужих до проблем економіки будівництва, і урядових органів, котрі усунулись від рішень національного масштабу і дійсно великого будівництва, бразильська архітектура вимушена імпровізувати лише в галузі її власних головних форм. В цих умовах ми реалізуємо фахову практику впродовж 20 років... Декотрі наші споруди високо оцінені з позицій проєктування, але вони завжди відбивають соціальне розмежування в країні, де більшість мешканців має жалюгідне житло.[13] |

### Збіг обставин.
На кар'єру архітектора спрацював і збіг декількох обставин. 1940 він познайомився з мером міста Белу-Оризонті Жуселіну Кубічеком. Пізніше, коли Ж. Кубічек став президентом країни, виникла ідея виконати нарешті статтю конституції (1891) про майбутнє перенесення столиці з Ріо-де-Жанейро ближче до центру країни (тобто до Бразильського плоскогір'я). Там і зійшлися для праці президент Жоселіну Кубічек, містобудівник Лусіу Кошта й архітектор Оскар Німеєр. Усі троє згодом увійшли в історію Бразилії та її архітектури. Пізніше в новій столиці сміливому президенту Жуселіну Кубічеку встановили обеліск, діє також меморіал президента.

### Нова столиця

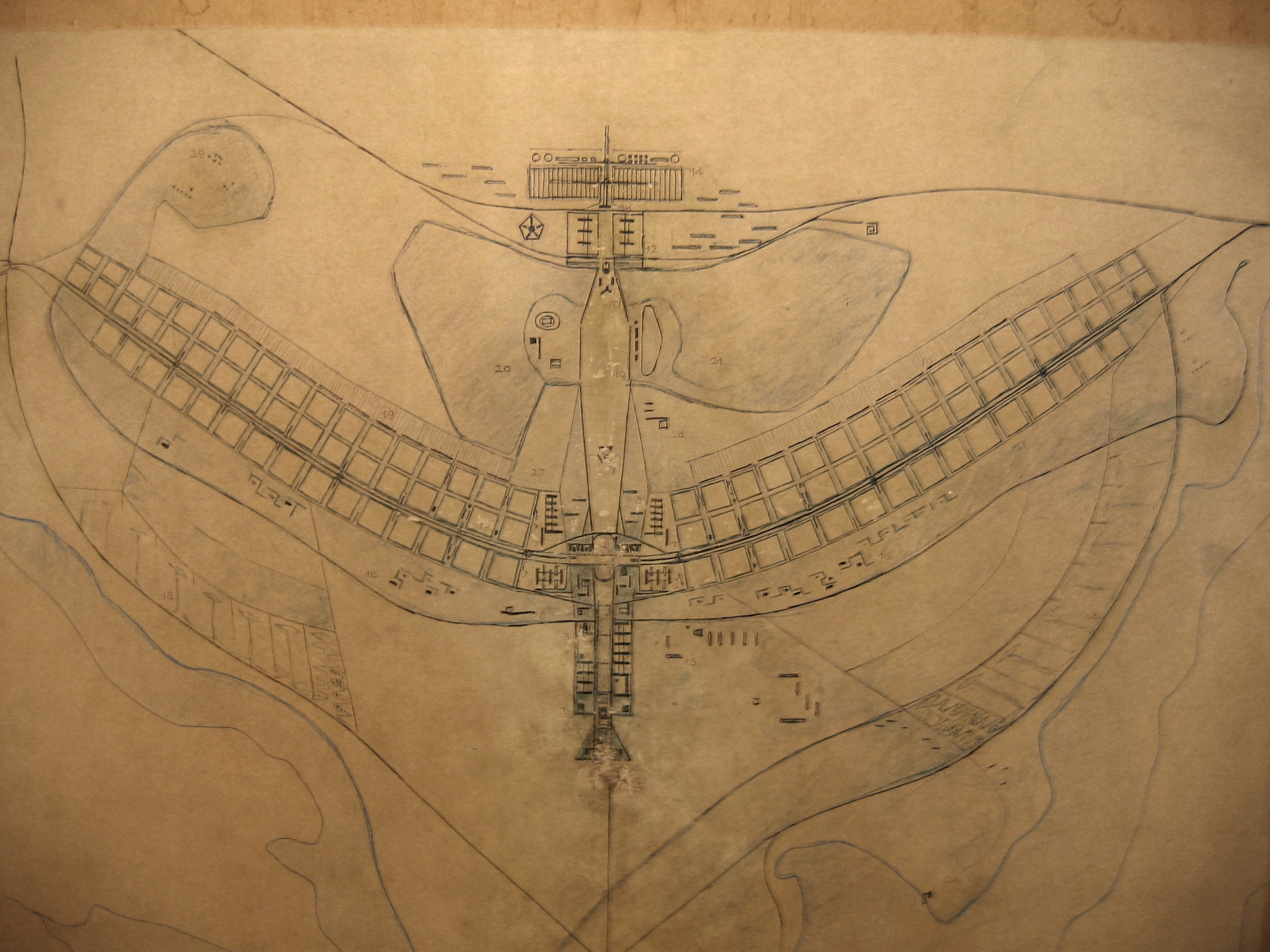
Лусіу Коста. План майбутньої столиці, 1957

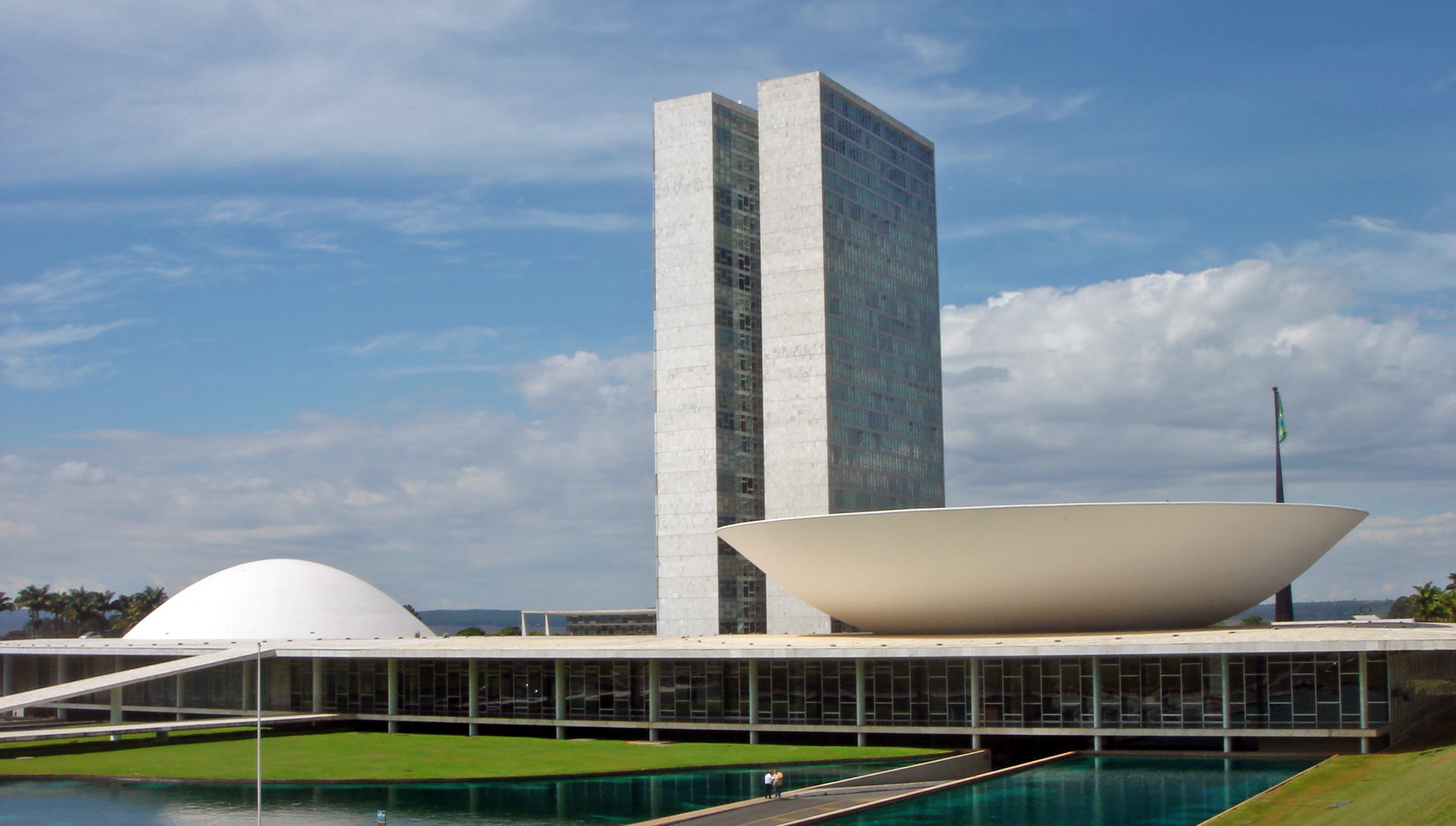
Майдан Трьох Влад, Бразиліа

З 1956 почав практично працювати над проєктуванням нової столиці. За планом міста Лусіу Кости було спроєктовано широкий проспект, що закінчувався майданом Трьох Влад (законодавчої, виконавчої, судової). Комплекс мав символічне значення, і його втілено в дуже спрощених архітектурних формах. Чаша будівлі Палати депутатів символізувала політичні пристрасті під час обговорення законів, вежа сенатського будинку — стримані обговорення і відхилення невдалих проєктів, а хмарочос — досягнення та прагнення успіху.
Поруч, у контрасті з палацом Національного конгресу, побудували однакові, спрощені, не переобтяжені оздобленням будівлі міністерств.
Проєкт було втілено лише за чотири (4) роки.
Центральний проспект перетинає головна торговельна вулиця столиці, що простяглася на понад 20 км. Вздовж неї лежать житлові квартали. Частину будинків піднято на 10-метрові пілони над поверхнею землі. Простір віддали під дитячі майданчики, місця паркування автомобілів, басейни (під час бразильської зими повітря в цій частині країни надто сухе — водойми працюють на зволоження повітря і створення мікроклімату). Безводне плоскогір'я збагачене і штучним ставом Параноа, що слугує тим самим цілям. Як на кінець 1950-х місто мало фантастичний, дуже футуристичний вигляд. Його посилювали червоні землі, що ставали грязюкою під дощами, будівлі на ногах-пілонах, пласкі краєвиди, повна відсутність історичних пам'яток, відкриті незабудовані обрії. Нова столиця мала всі ознаки й вади так званого ідеального міста.

### Позаархітектурні проблеми
Але грандіозний національний проєкт, втілений у життя без урахування попередніх помилок у створенні «ідеальних міст», утілив і ці помилки: монотонність стандартних житлових масивів, неприємну порожнечу майданів, акцент на новітніх, позбавлених багатогранності, формах архітектури та скульптури.
Мешканці довго не сприймали місто як рідне. Бюрократи приїздили, працювали, скільки від них вимагали, але на вихідні масово виїздили до Ріо-де-Жанейро, історичної столиці. Для еліти змінилися лише декорації. В місті запанували та ж корупція, схильність до махінацій, агресивності й цинізму, що й у старій столиці.
Бразиліа швидко стала закритим клубом для багатих верств населення, куди не допускали простолюдинів. Мерія домоглася, щоби робітників виселили за межі передмість столиці на 20 і більше кілометрів, де виникли звичні фавели з бідністю, антисанітарією та безнадією. Виразна архітектура ідеального міста вкотре виявилися нездатною розв'язати проблеми тогочасного суспільства. В країні панували бідність і неписьменність. А з квітня 1964 року до цього хунта додала насильство, терор, скасування політичних свобод, арешти багатьох знайомих Німеєра. 200 викладачів університету Бразиліа на знак протесту полишили навчальний заклад.

### Вимушена еміграція (1964—1985)
Радикальні політичні погляди Німейєра, його вступ до комуністичної партії, створили в умовах військової диктатури загрозу для його творчості і самого життя. Німеєра позбавили політичних прав, а в його архітектурному бюро зробили обшук. У цей час сам архітектор перебував у Франції. Відтак Німеєр вирішив не повертатися на Батьківщину. У вимушеній еміграції перебував і колишній президент Жоселіну Кубічек.
У Франції Німеєр мешкав у 1964—1985 рр. Він мав на той час усесвітнє визнання й отримував замовлення на проєкти в різних країнах світу (Франція, Ізраїль, Ліван, Алжир, Гана, Італія).

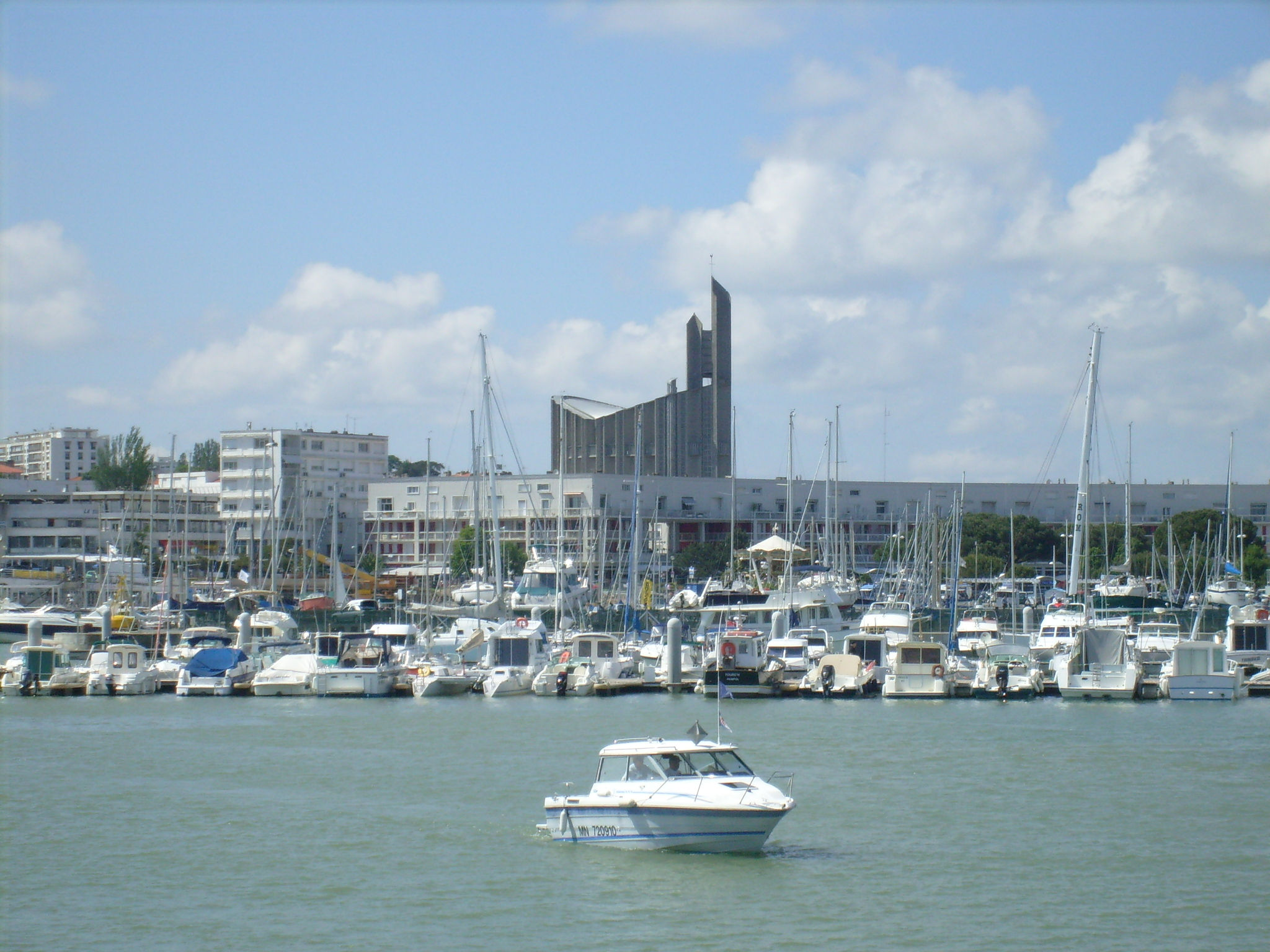
Руан, церква Нотр Дам.
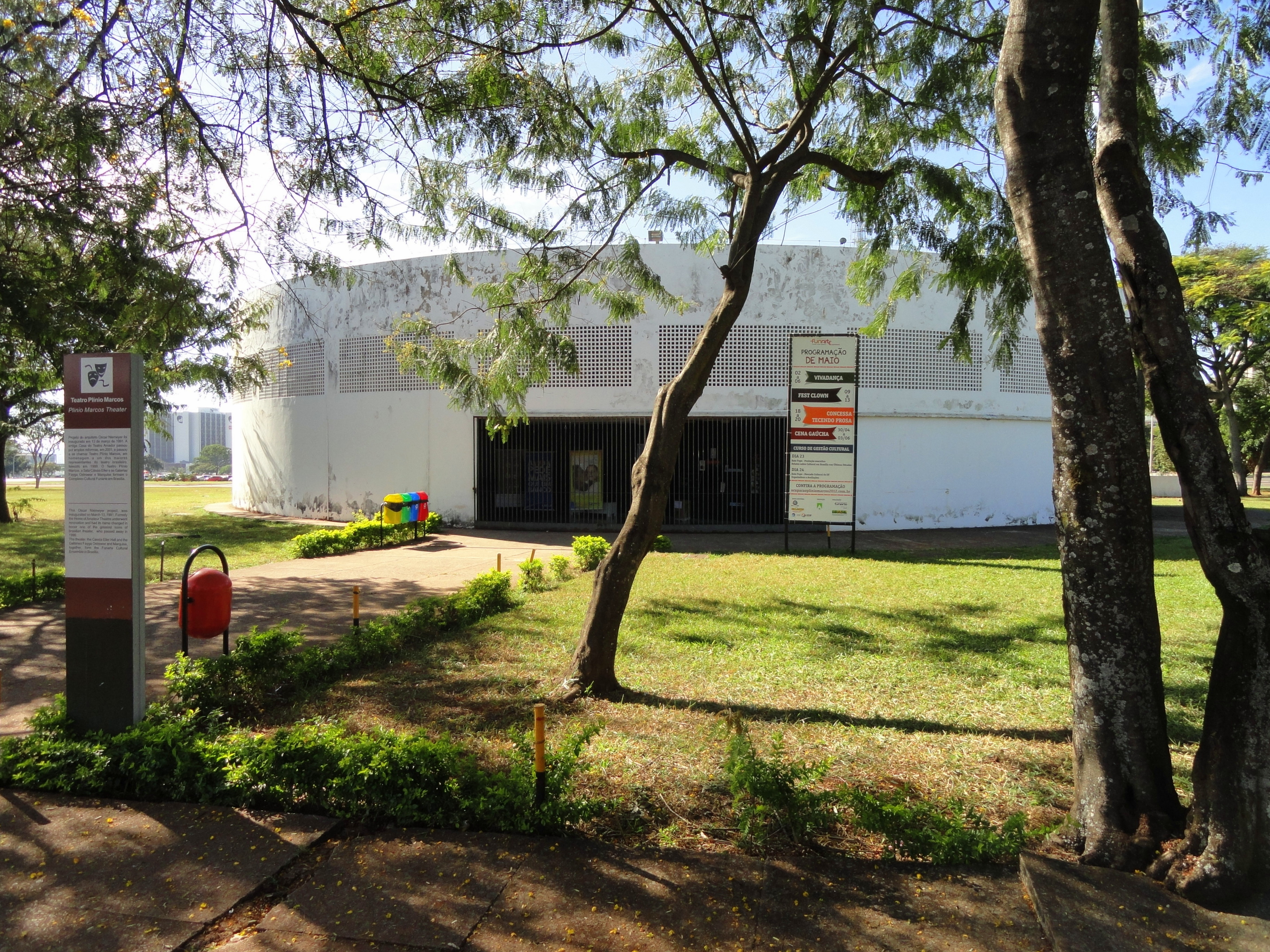
Театр Плініо Маркос
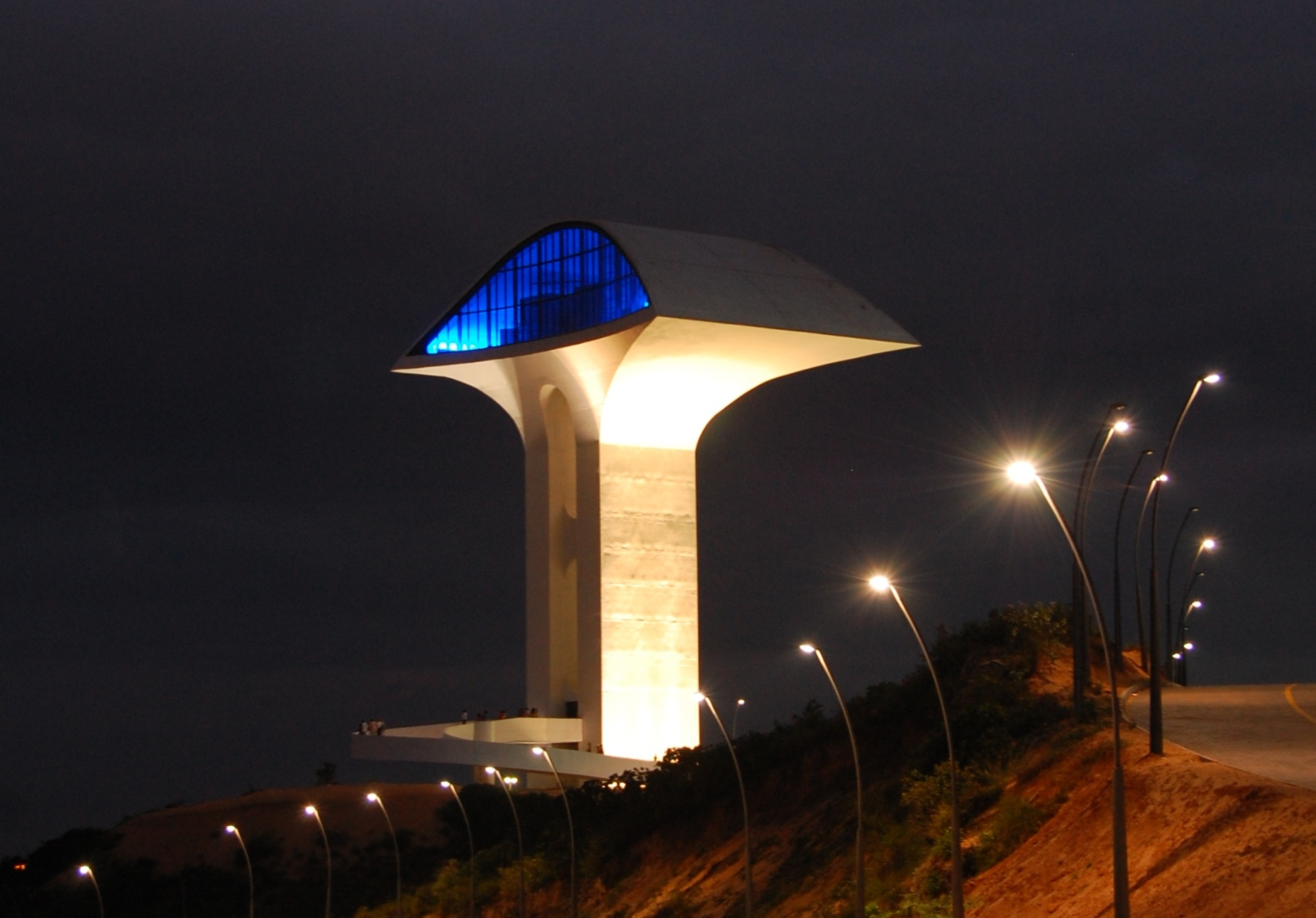
Паркова вежа в Натал-сіті, Бразилія
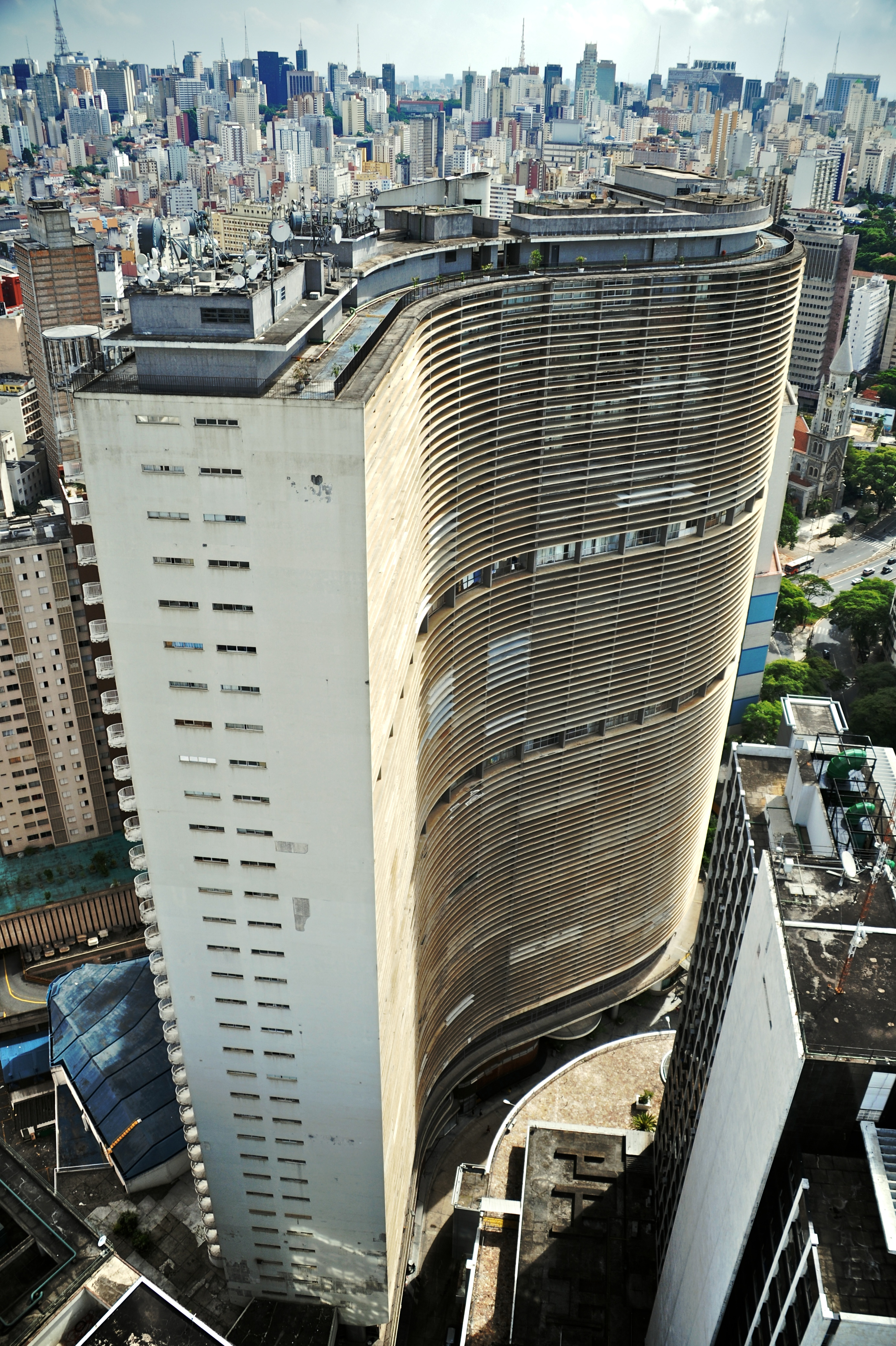
Житловий хмарочос «Копан», Сан-Пауло

### Повернення на батьківщину
Після зміни влади й диктатури 1985 р. архітектор повернувся на батьківщину.

### Значення творчості
У Бразилії та інших країнах за проєктами Оскара Німеєра споруджено десятки яскравих і незвичайних своєю композицією будинків і комплексів, серед яких особливе місце займає ціле місто Бразиліа, де він створив ансамбль виняткової оригінальності й виразності. Його роботам присвячено книжки й сотні статей. Мільйони бразильців вважають його за «поета архітектурних форм» і національного героя.

### Бароко з залізобетону
Архітектура Оскара Німеєра, його архітектурна творчість мала декілька могутніх впливів — і від творів Ле Корбюзьє, і від творів бразильських архітекторів доби бароко. Це добре відчув сам Ле Корбюзьє, коли роздивлявся фото побудованих ансамблів Німеєра в Бразилії. Він тоді зауважив:
| Оскаре, в твоїх очах увесь час хвилясті гори Ріо-де-Жанейро. Ти створюєш бароко з залізобетону, але робиш це надзвичайно. |
Важливою особливістю художньої манери архітектора було широке використання хвилястих, заокруглених, енергійно окреслених ліній і об'ємів, що йшли за хвилястим рельєфом місцевості або нагадували природні об'єкти. Німеєр казав:
| Мене завжди вабили пластичні лінії. Подивіться навкруги. Хвилясті лінії панують навколо, панують у горах, у руслах річок, у хмарах на небі. Пряма лінія, створена людською рукою, здається мені штучною і далекою від природи. Я давно відчував, що багато чого в сучасній архітектурі можна і треба змінити. Адже залізобетон як будівельний матеріал має в собі надзвичайні можливості, слід лише використати їх більш винахідливо й розкуто. |

### Перелік головних споруд

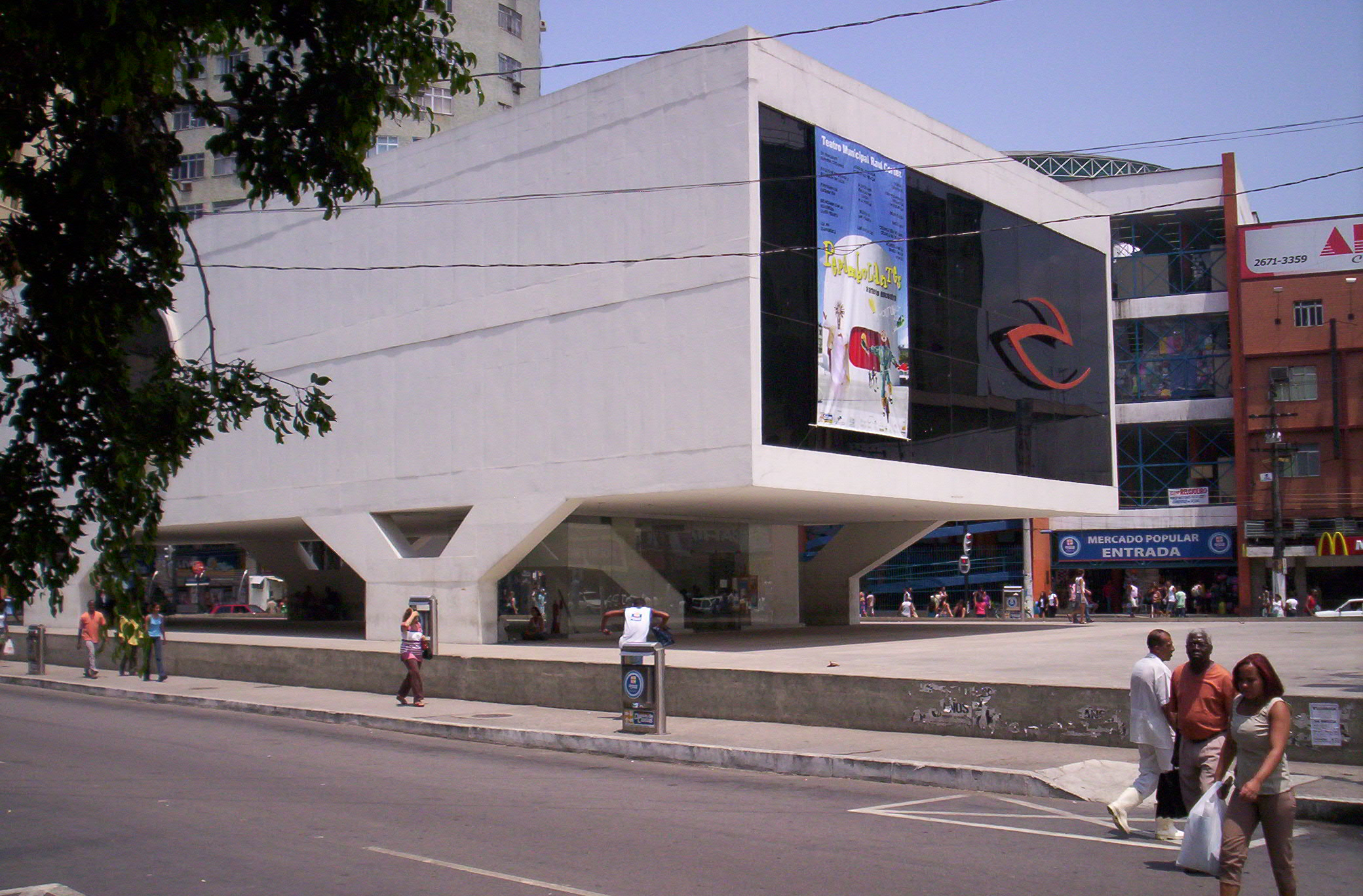
Театр в центрі міста, Duque de Caxias, RJ, Brasil
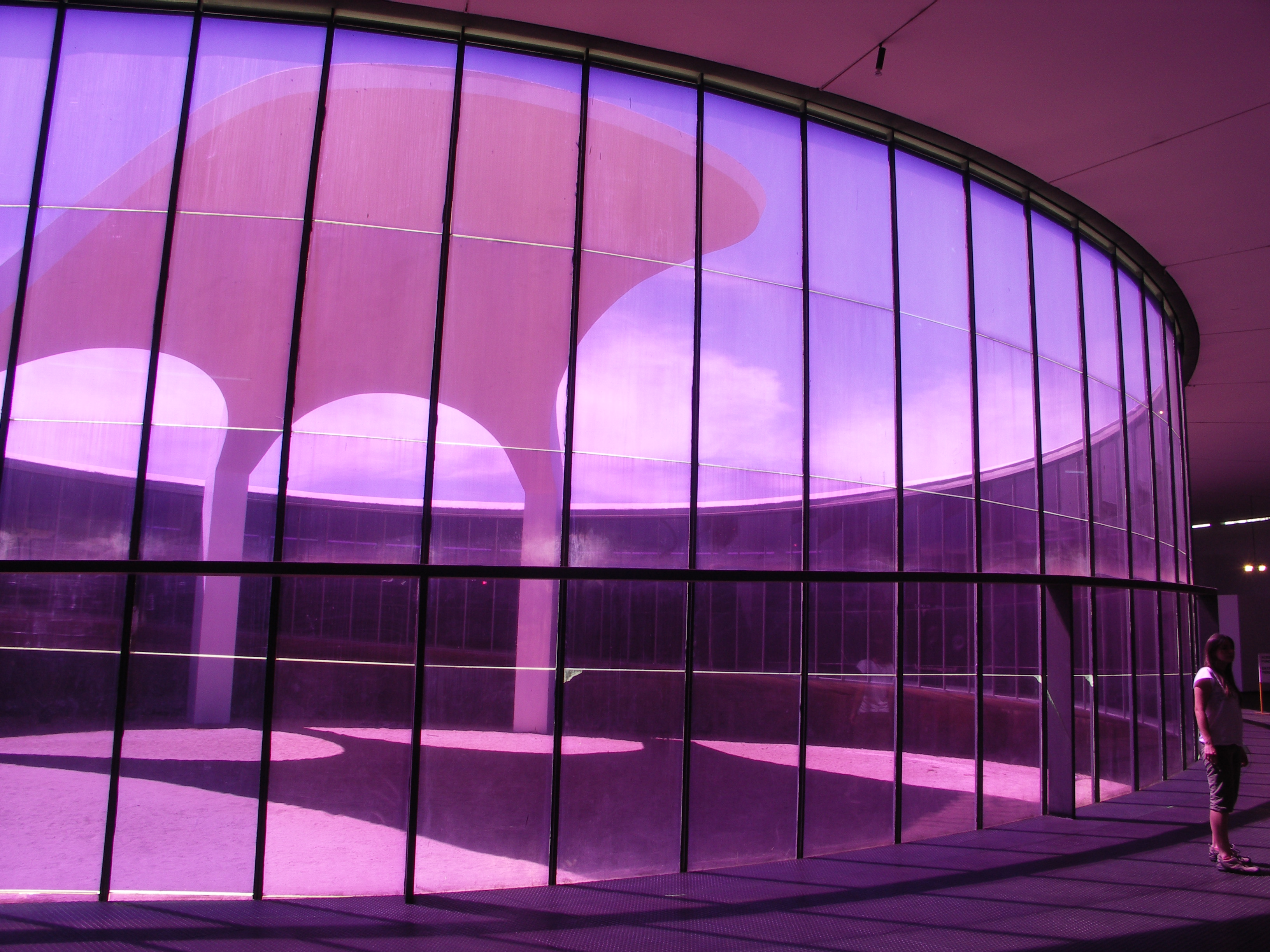
Меморіал Полос Індігенас (індіанців Бразилії), вигляд з вікон на внутрішній дворик.
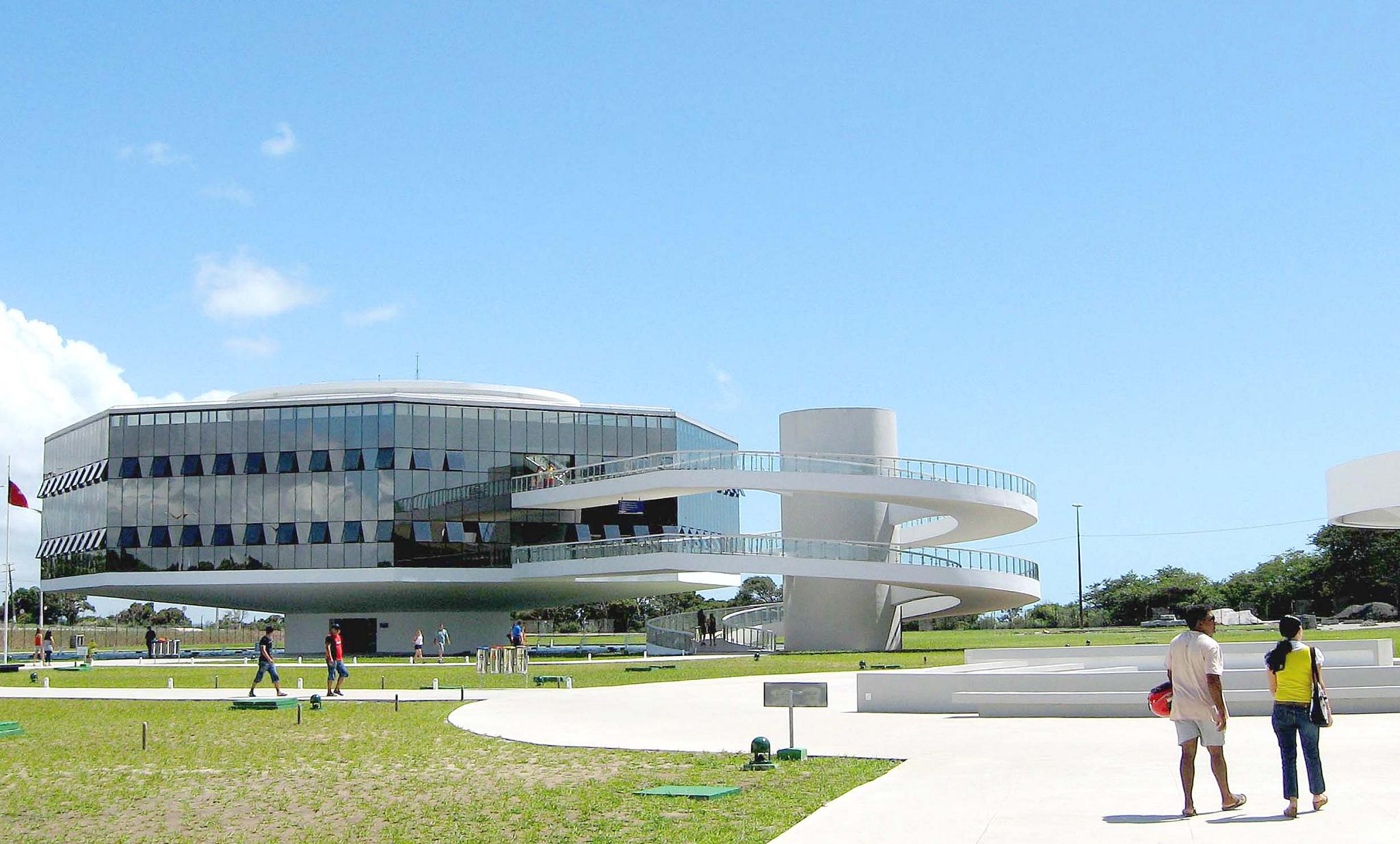
Будинок «Кабо-Бранко, місто Жуан-Песоа»
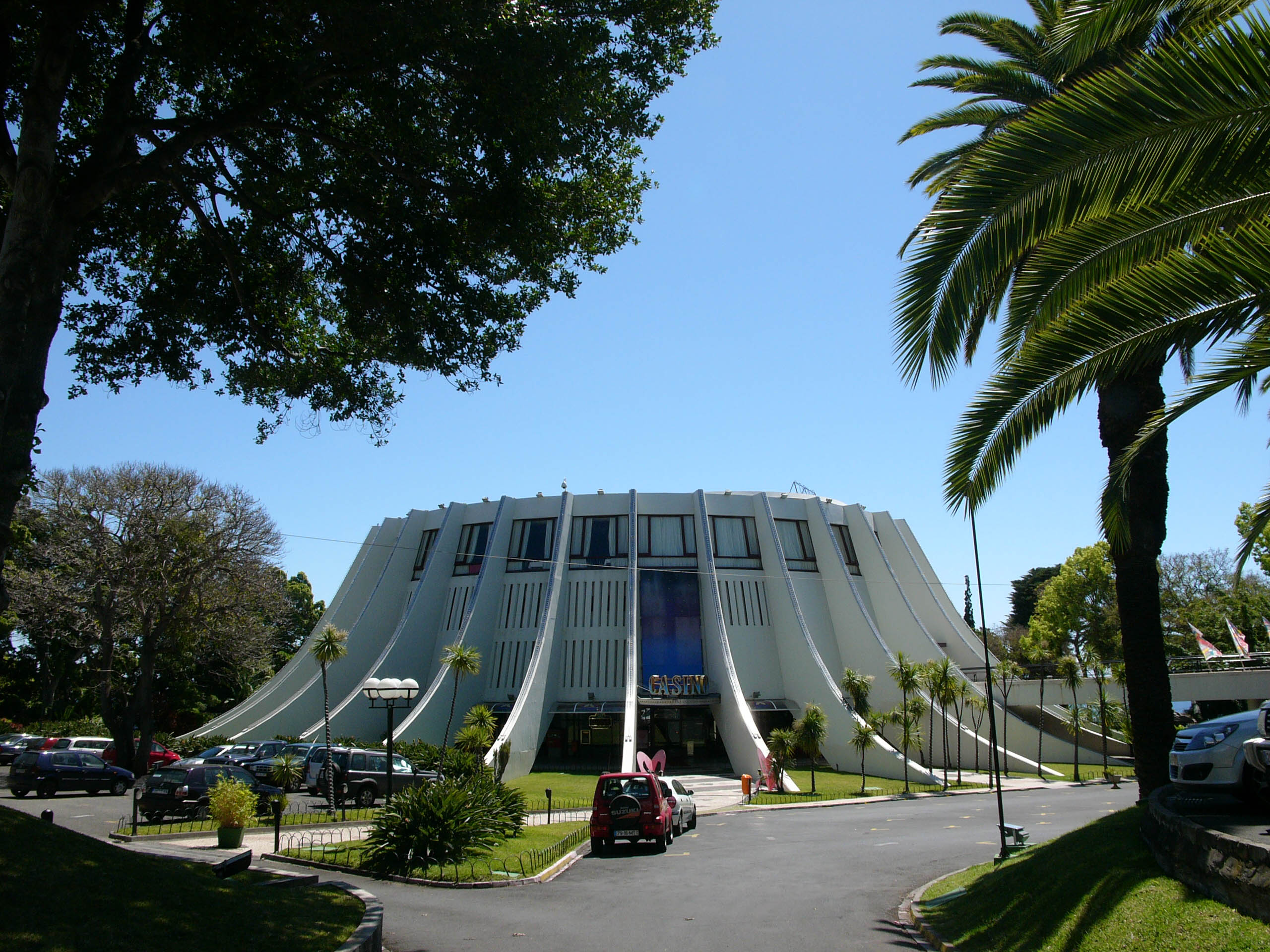
Казино «Фунчал», острів Мадейра.

- Опрічник Е. Шав'єра, Ріо-де-Жанейро
- Дитячий садок, Ріо-де-Жанейро (1937)
- Дача О.ді Андраді, Ріо-де-Жанейро (1938)
- Міністерство просвіти й охорони здоров'я, Ріо-де-Жанейро (1937—1943)
- Власний будинок архітектора, Ріо-де-Жанейро (1942)
- Проєкт павільйону Бразилії(Всесвітня виставка в Нью-Йорку (1939)
- Комплекс будівель у Пампульї біля міста Белу-Оризонті (ресторан, танцзала, яхт-клуб, церква, казино) 1942—1944 рр.
- Навчальний авіаційно-технічний центр, Сан-Жозе-дус-Кампус (1947—1953)
- Майдан Трьох Влад, Секретаріат, Сенат, Національний конгрес
- Міністерство закордонних справ (палац Арок), місто Бразиліа
- Палац Юстиції, місто Бразиліа
- Залізничний вокзал, місто Бразиліа
- Національний театр, місто Бразиліа (1961—1966)
- Музей міста Бразиліа в новій столиці
- Музей сучасного мистецтва
- Університетське містечко Бразиліа
- Кафедральний собор, місто Бразиліа
- Міністерство оборони, місто Бразиліа
- Музей сучасного мистецтва, м. Каракас, Венесуела
- Житловий блок у Західному Берліні
- Будівля Об'єднаних Націй, Нью-Йорк, разом з іншими (Воллес Гаррісон, Ле Корбюзьє, всього 10 архітекторів).
- Будинок-вежа «Копан», м. Сан-Паулу
- Вежа-офіс «Монтреал», м. Сан-Паулу
- Виставковий комплекс на честь 400-річчя Сан-Паулу, парк Ібірапуера м. Сан-Паулу
- Лікарня «Сул Америка», Ріо-де-Жанейро
- Музичний центр, Ріо-де-Жанейро
- Будинок ЦК компартії Франції, Париж (1965—1972)
- Будинок управи фірми «Рено», Париж (1971)
- Житловий масив для міста Грасс, Франція
- Комплекс у місті Гавр, Франція
- Португалія, проєкт для Алгарві поблизу Атлантичного океану (аеропорт, готель, житлові будинки 4-х і 15-ти поверхів із підземними переходами, церква, школа, торговельний центр, ресторан, спортивний клуб)
- Монастир домініканців Сент-Бом біля м. Марсель, Франція
- Будинок «Вежа Німейєра», Белу-Оризонті
- Будинок видавництва «Мондадорі», Мілан, Італія
- Університетське містечко, Константина, Алжир
- Готель «Національ», Ріо-де-Жанейро
- Острів Мадейра (будинок Дюбонне, казино, готель, кінотеатр)
- Будинок «Кабо-Бранко», місто Жуан-Песоа
- Аудиторія «Ібірапуера», м. Сан Пауло

## Чотири фотопортрети

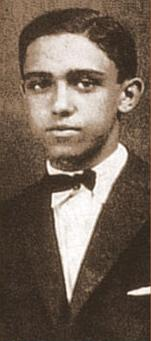
Оскар в 1917 році
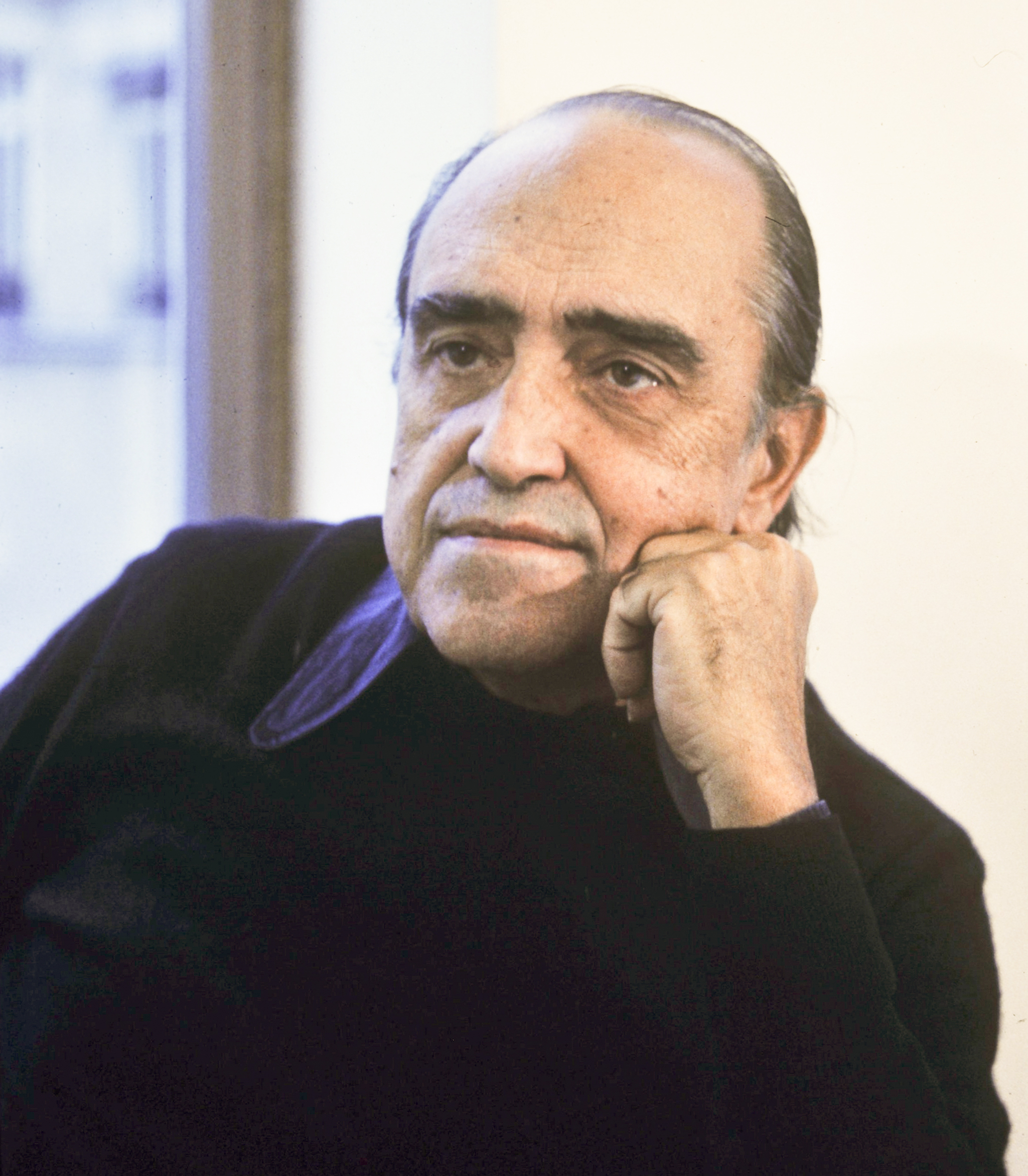
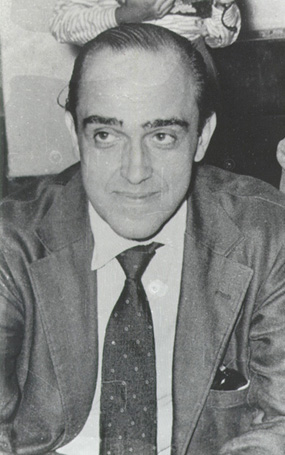
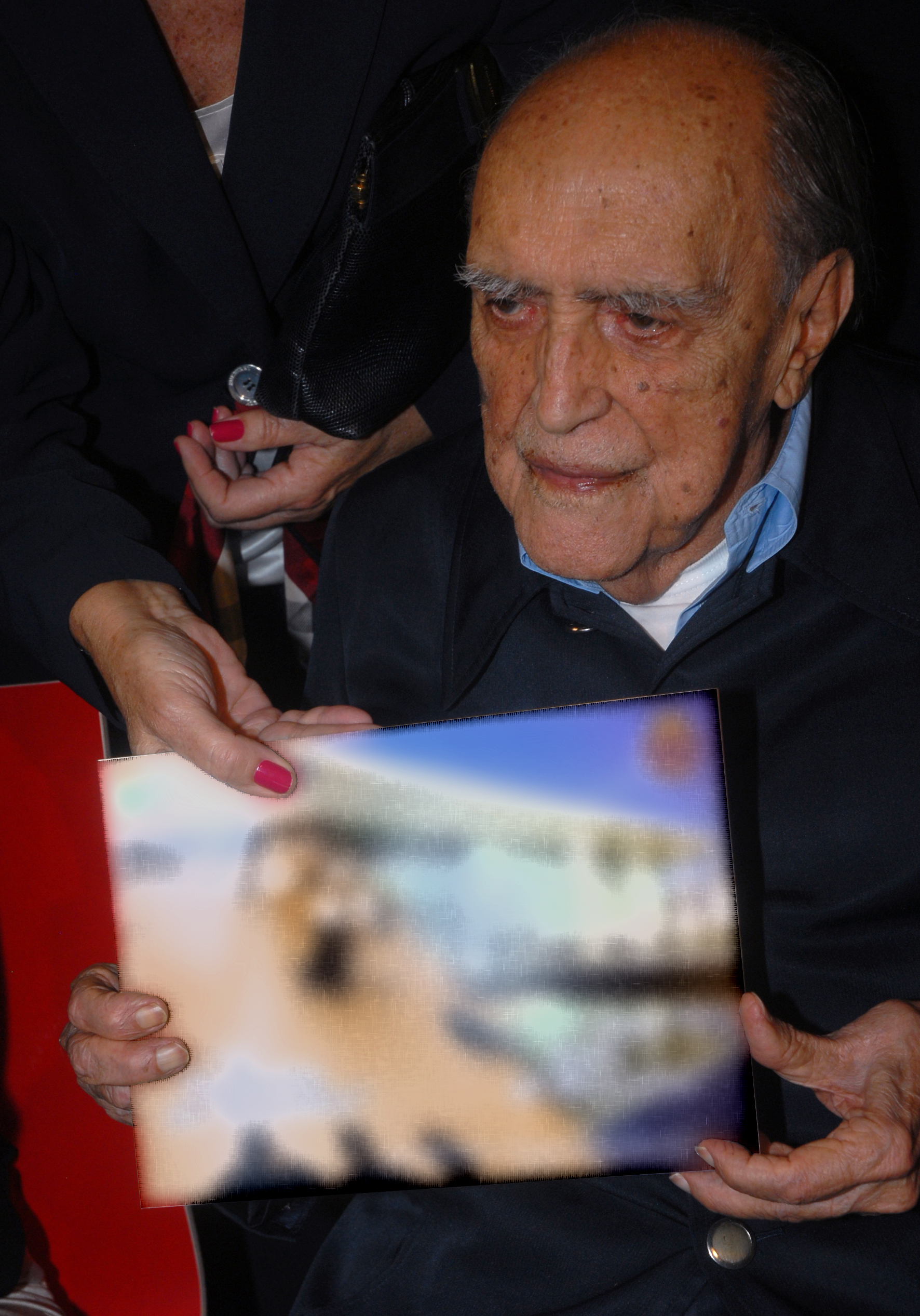
Оскар Німеєр, 2008

## Пам'ять
9246 Німейєр — астероїд, названий на честь архітектора.

### Музей Оскара Німейєра

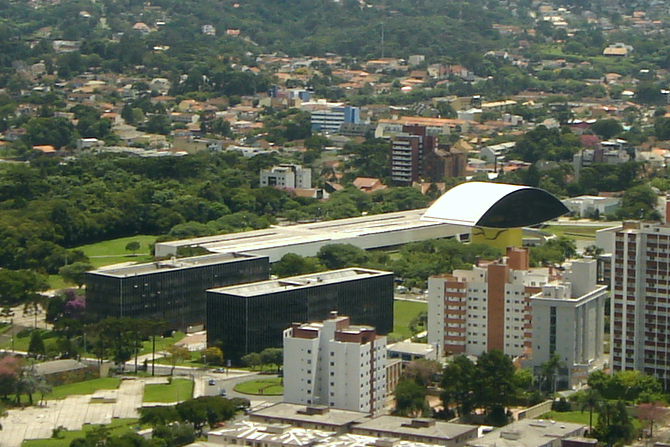
Музей Оскара Німеєра, Куритиба

Музей Оскара Німейєра було відкрито в мільйонному місті Куритиба ще 1967 року. Міжнародна слава архітектора з Бразилії, визнання його досягнень і бажання зберегти якомога більше матеріалів про митця — сприяли цьому. Музей не зник і в роки ворожого політичного ставлення до архітектора чергового політичного режиму, що примусило архітектора деякий час мешкати в еміграції. Давня споруда музею стала замалою і поряд вибудували нову його будівлю. Архітектура споруди дещо парадоксальна — сам музей розташували на вісімнадцятиметровому стовпі з бетону у вигляді спрощеного, схематичного людського ока. Неофіційна назва музею саме така — «Око». Модерніська споруда поєднана з колишньою спорудою 1967 року підземним тунелем, створеним під басейном з водою. Фасад будівлі — одне велетенське вікно з дзеркального скла. Дістатися в нову добудову можна також заокругленим пандусом з землі, що додає виразності спрощеним формам будівлі.

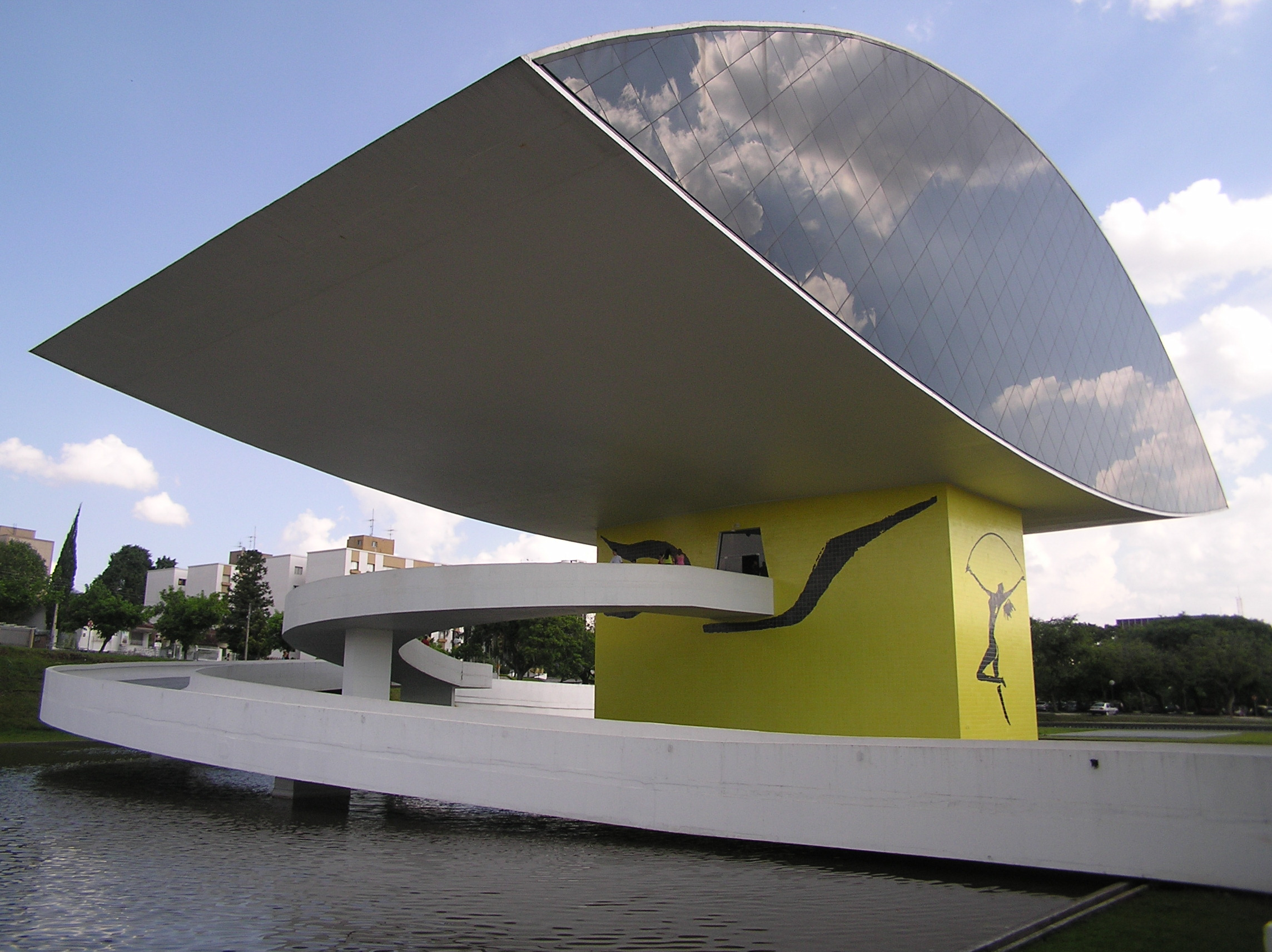
Загальний вигляд
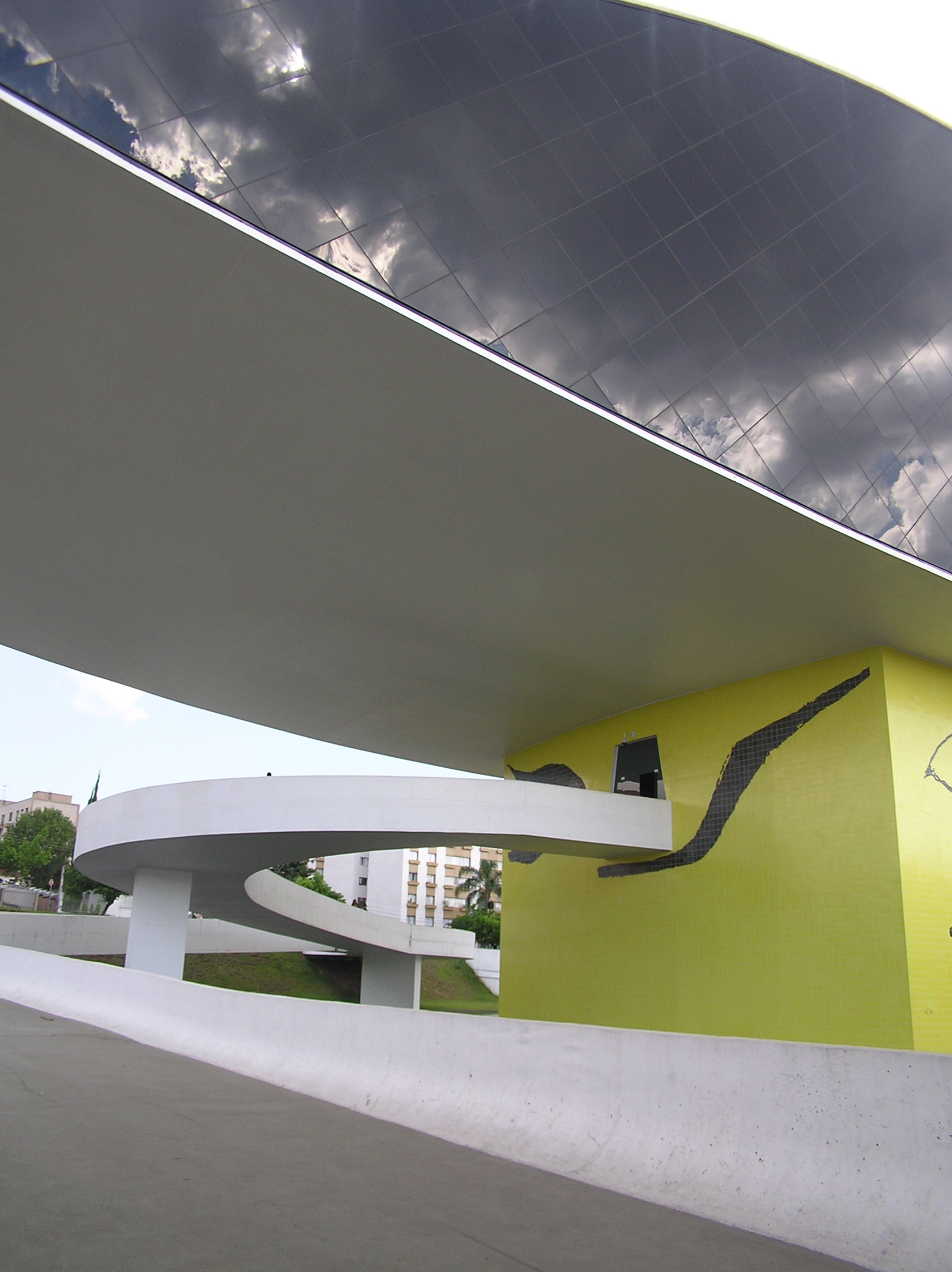
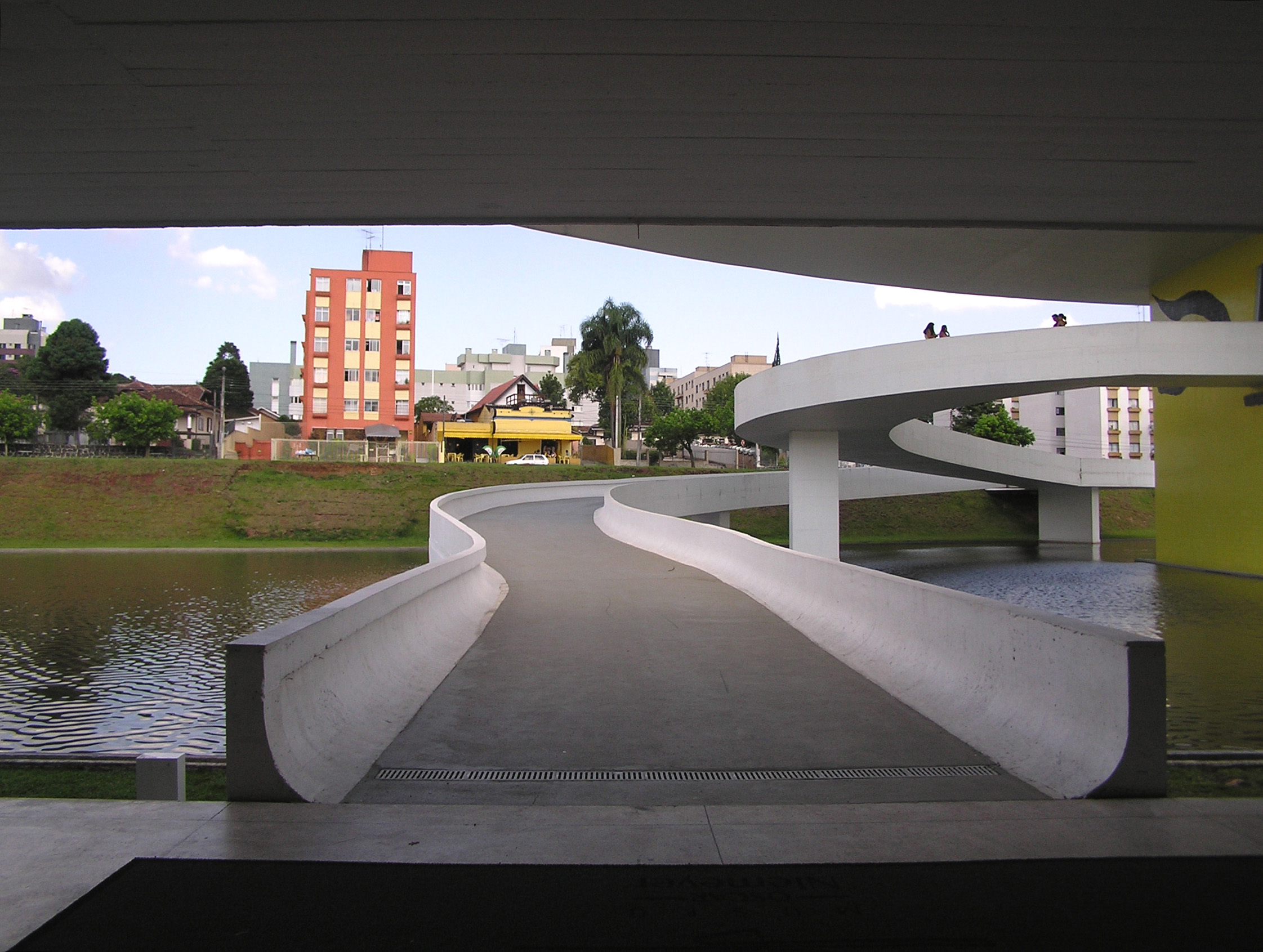
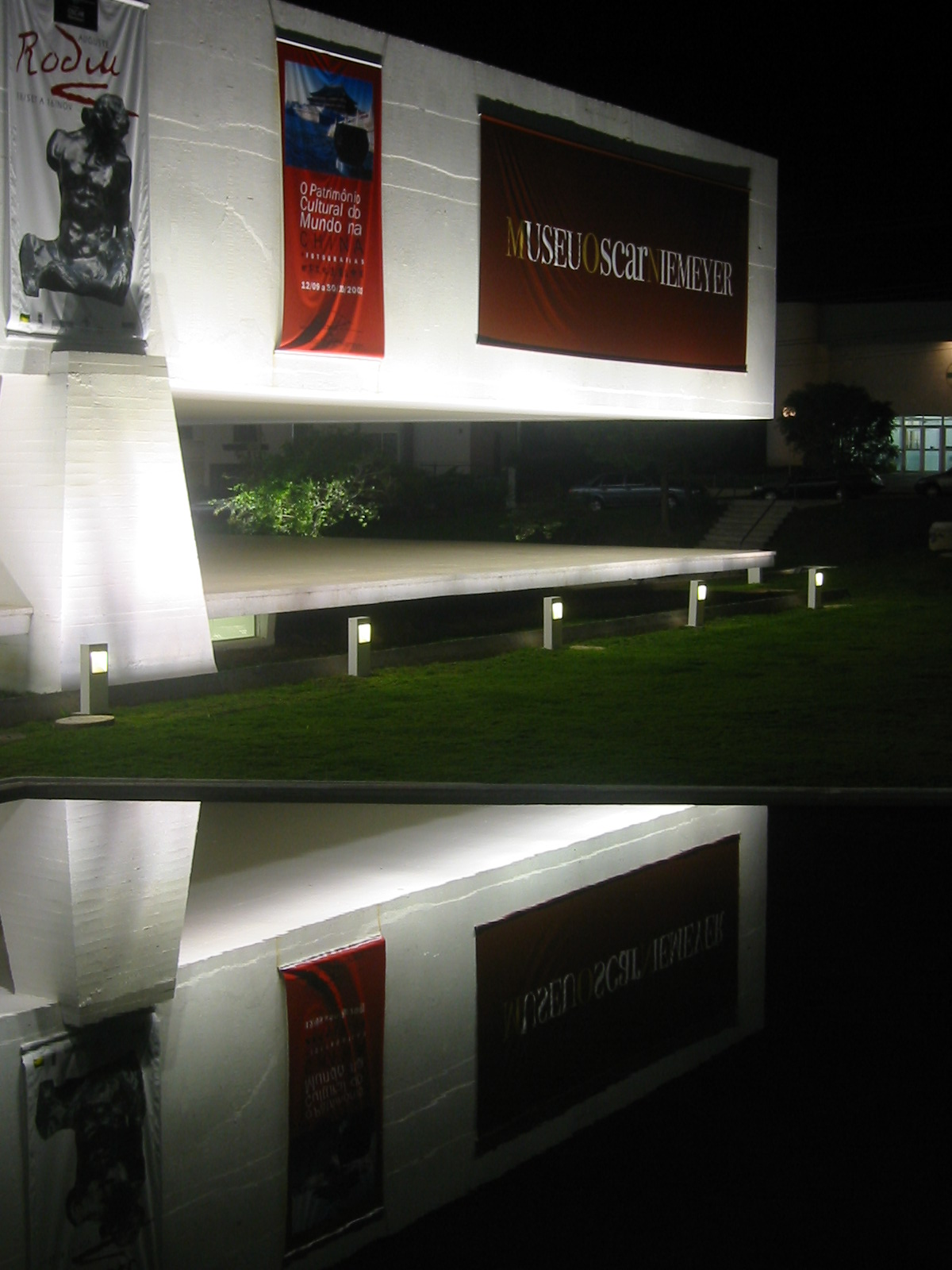